# Вернадська Ніна Володимирівна
Ні́на Володи́мирівна Толь (Верна́дська) (13 (25 квітня) 1898, Москва  — 1986) — чеська та американська лікар, психіатр.
Народилася 25 (13) квітня 1898 році у Москві в сім'ї Володимира Вернадського. Хрещеними батьками дівчинки стали її рідний дядько Павло Єгорович Старицький та бабуся Ганна Петрівна Вернадська.
В роки війни жила з батьками в Україні.
В 1922 р. переїжджає до Чехословаччини (де жила і працювала з1922 до 1939), закінчила медичний факультет празького Карлового університету. Працювала в представництві Російського червоного хреста в Празі.
В 1926 році одружилася з Миколою Толем. В 1929 році народила дочку Тетяну.
В 1939 році переїхала з родиною в США, де провела решту життя. В 1940-1953 роках працювала в психіатричній клініці недалеко від міста Бостона.
Померла у 1986 році.